# Fruit de pinyol

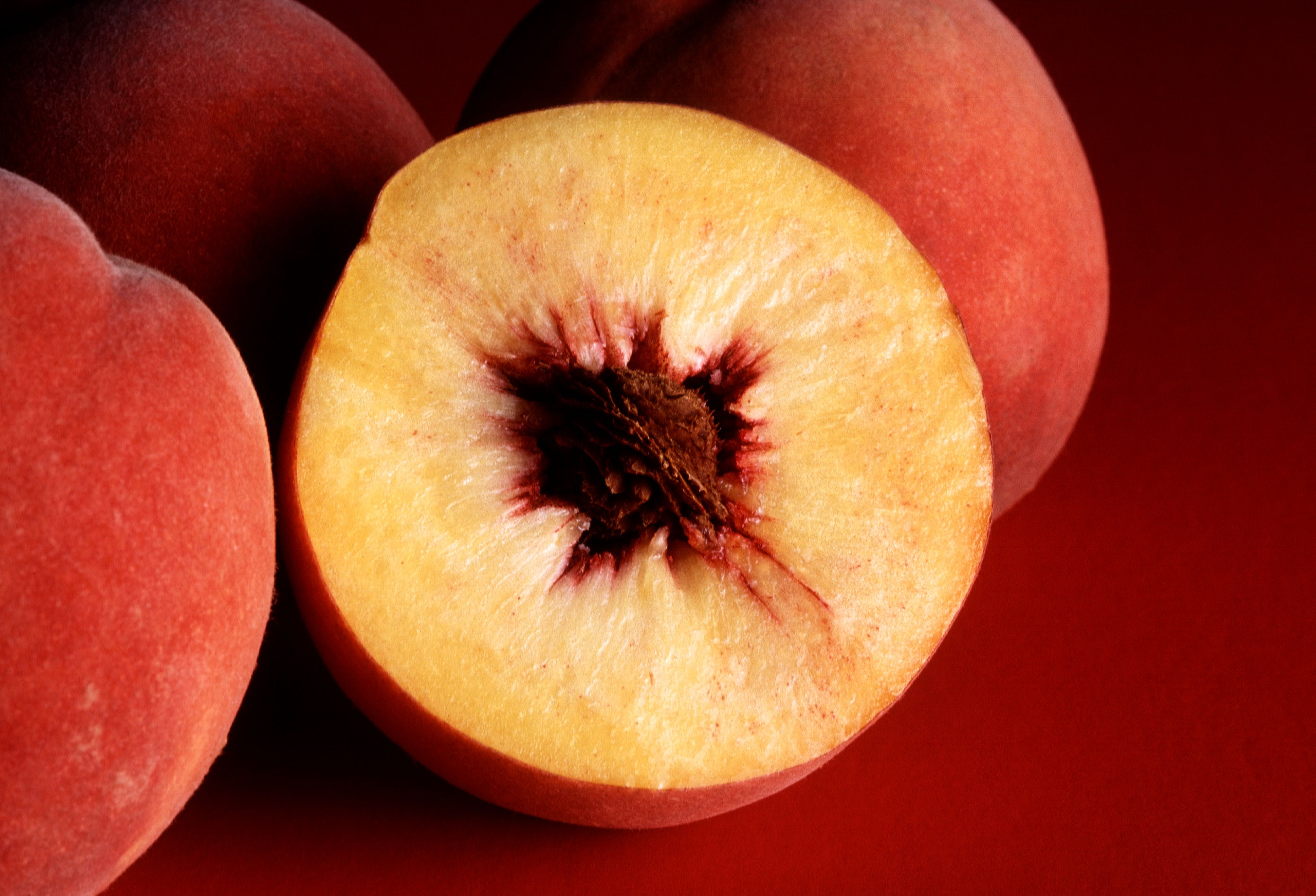
El préssec és un fruit de pinyol del gènere Prunus

Els fruits de pinyol en fruticultura (en castellà fruta de hueso, Stone fruits en anglès) es refereix a dues menes de fruits caracteritzats pel fet de tenir una única llavor envoltada per una gran estructura protectora.
- Fruit de pinyol en forma de drupa: és un fruit en el qual la part carnosa (exocarpi, o pela; i el mesocarpi envolta el pinyol que és un endocarpi endurit amb una llavor al seu interior. Aquests fruits es desenvolupen a partir d'un carpel simple i principalment de flors amb ovaris superiors. En la drupa el pinyol endurit i lignificat deriva de la paret de l'ovari de la flor.
- Fruits de pinyol del gènere Prunus que és un gènere d'arbres i arbusts que inclou la prunera, cirerer, presseguer albercoquer i ametller.